# Новоникольское (Токарёвский район)
Новоникольское — село в Токарёвском районе Тамбовской области России. 
Входит в состав Троицкоросляйского сельсовета.

## География и история
Расположено на реке Березовка (у её впадения в Эртиль), в 16 км к юго-западу от районного центра, рабочего посёлка Токарёвка.
Село основано в 1800 г. тайным советников Зиновьевым Василием Николаевичем (1755-1827).

## Население
| 2002 | 2010 |
| ---- | ---- |
| 365  | ↘329 |

Согласно результатам переписи 2002 года, в национальной структуре населения русские составляли 96 % от жителей.